# アラトリステ
『アラトリステ』（El capitán Alatriste）は、アルトゥーロ・ペレス＝レベルテ作の小説のシリーズ。これを原作とした同名の映画も製作されている（アラトリステ (映画) を参照）。

## 概要
著者レベルテは1973年より戦争ジャーナリストとして、世界各地の主要な紛争地域を取材した。1994年より作家に転身し、数々のヒット作を出した。レベルテがその戦場経験を大いに生かして書き上げたのが、本シリーズである。1996年にスペインにてシリーズ1作目「El capitán Alatriste（日本語タイトル：『アラトリステ』）」が発売されると、スペイン国内にて大ヒットを記録した。第1期シリーズ5巻までがいずれもベストセラーとなり、2006年には映画化された。
2006年12月には第6巻が発売された。

## あらすじ
ディエゴ・アラトリステ・イ・テノーリオという傭兵の一生を、その従者であったイニゴ・バルボアが語るという体裁の冒険小説である。3巻以降は更に「著者レベルテが某貴族の屋敷の書庫で発見したイニゴの手記をもとに執筆している」という形式を採っている。
1巻『アラトリステ』
1623年、マドリードに住む剣客アラトリステのもとに奇妙な仕事の依頼が舞い込む。一つ目の依頼は「ある二人組の旅行者を痛い目に遭わせてマドリードから追い払ってくれ」というものであり、二つ目の依頼は「この二人組を暗殺してくれ」というものであったが、依頼主はいかにもやんごとなき筋の者のように思われた。だが降参した者を殺すのを潔しとしないアラトリステは、とっさの判断でこの二人組を助けてしまう。実はこの二人組こそ、お忍びでマドリードを訪れたイングランド皇太子チャールズとバッキンガム侯爵だったのだ。
2巻『異教の血』
チャールズ来西と同じ年。アラトリステのもとをアンダルシアからの旅人が訪問する。今度の依頼は、何と王宮の隣にある修道院を夜陰に紛れて襲撃し、修道女を一人そこから連れ出す手助けをしてくれというものであった。捕まれば死罪は確実であるが、義理を重んじるアラトリステにはこれを断れない事情があった。しかし襲撃は待ち伏せにあって失敗。しかも従者のイニゴがスペイン異端審問所の手に落ちてしまう。イニゴ救出の為にマドリードを駆け回るアラトリステ。オリバーレス伯爵の謎かけを解き、イニゴを救い出すことは出来るのだろうか。
3巻『ブレダの太陽』
1624年、アラトリステとイニゴはネーデルラントでスペイン陸軍の一員となっていた。目指すはオランダとイングランドの連合軍が立てこもる難攻不落の要塞都市ブレダである。だがイニゴが無邪気に憧れていた戦場は、実際には飢えと暴力が支配する地獄であった。迫り来るオランダの大軍。二人は生き延びることが出来るのか。
4巻『帝国の黄金』
1625年。ブレダの陥落を見届けたアラトリステとイニゴは、海軍のガレオン船に乗ってカディスに帰還した。そこで二人を待っていたのは、新たな仕事の依頼だった。ヌエバ・エスパーニャから王室の目をかいくぐって密輸される金塊を水際で没収し、国庫に納めろというのである。セビリアの裏社会に巣くう荒くれ者たちを集め、アラトリステはグアダルキビール川を下る。
5巻『黄衣の貴人』
アンダルシアでの冒険を終えてマドリードに戻ったアラトリステとイニゴ。マドリードでは人気劇作家、ティルソ・デ・モリーナの新作が初演を迎えていたが、主演女優のマリア・デ・カストロとアラトリステは少し前から深い仲となっていた。ところがこの初演でマリアを見初めた国王フェリペ4世がマリアを所望することとなったのである。しかしアラトリステは剣士としての意地にかけて、力での脅しには屈しようとしない。事態はアラトリステと国王の全面対決に発展するかに思われたが、その矢先、アラトリステの目前でフェリペ4世が何者かに暗殺されてしまう。まんまと大逆罪の濡れ衣を着せられたアラトリステは、地下社会に潜伏して事件の背景を探るのだが……。
6巻Corsarios de Levante
大逆が未遂に終わった1626年の夏、アラトリステはイニゴを連れてナポリへと向かった。これはアラトリステと旧知の仲のアロンソ・コントレーラス隊長の計らいによるもので、イニゴも正式にスペイン軍に入隊し、アラトリステとともにガレー船ムラータに搭乗して、スペイン船団の護衛とトルコ艦隊との戦闘に従事することになった。ムラータが寄港したオランでコポンスと再会した二人は、有り金をはたいてコポンスをオラン守備隊から除隊させる。またオランではキリスト教徒の血を引くというモーロ人のグリアトも仲間に加わり、4人はナポリを経てアナトリア方面へと転戦する。しかし1627年9月、キオス島付近のエスカンダール海峡でムラータの艦隊は倍以上の戦力のトルコ艦隊に包囲され、絶体絶命の窮地へと追い込まれる。

## 登場人物

### 傭兵たち
ディエゴ・アラトリステ・イ・テノーリオ
本シリーズの主人公である。1620年代後半のマドリードで最強の剣客であったとされる人物。
イニゴ・バルボア
本シリーズの語り手である。1609年頃、バスク地方にあるオニャティ近郊で生まれたとされる。父ロペ・バルボアはアラトリステの戦友であったが八十年戦争で戦死。その際にアラトリステにイニゴの養育を依頼したことから、アラトリステに引き取られて従者となる。1624年にアラトリステとともにネーデルラントに渡り、ブレダ攻城戦に参加。その後、父やアラトリステと同じく傭兵となる。一時期、アンヘリカ・アルケサルと恋人同士であった。1644年、アラトリステとともにロクロワの戦いに参加。この戦いを生き延びた後、近衛連隊士官（平民出身としては大出世）となる。
セバスティアン・コポンス
アラゴン王国のウエスカ近郊にあるシージャス・デ・アンソという村に生まれた古参兵。アラトリステとは篤い信頼関係で結ばれており、ブレダ攻城戦をはじめニクラースベルヘン号事件など数多くの戦場においてアラトリステの傍らで戦った。アラトリステ以上に寡黙で、愚直なまでに任務に忠実な人物。アラトリステよりも年上で、1625年の夏（ニクラースベルヘン号事件）に50歳であった。
ニクラースベルヘン号事件で一財産を手に入れて故郷に向かったが、道中でトラブルに巻き込まれて無一文となり、セビリアで乱闘事件を起こして裁判にかけられ、オラン駐留部隊に1年間加わることを命じられた。1627年夏、ガレー船ムラタに搭乗してオランに寄港したアラトリステらと再会。アラトリステとイニゴが全財産をはたいてコポンスのオラン駐留部隊除隊を実現させた。コポンスはそのままムラタに搭乗し、アラトリステらと行動をともにした。
アイシャ・ベン・グリアト(Aixa Ben Gurriat)
通称「モーロ人のグリアト(El Moro Gurriato)」。1627年、オランでアラトリステ一行に加わった傭兵。1634年のネルトリンゲンの戦いで戦死するまでアラトリステに付き従った。
ゴート族が北アフリカにいた時代から続くキリスト教徒のベニ・バラニ族出身で、母親はカディスで誘拐されたスペイン人。アラトリステと知り合った時点では30歳前後であった。ベニ・バラニ族がキリスト教徒の祖先を持つことの象徴として、左頬に青い十字の刺青を入れている。

### スペイン宮廷の人々
フェリペ4世
アブスブルゴ朝スペイン王国の4人目の王。狩猟と女遊びと芸術をこよなく愛し、またその人好きのする性格故にマドリード市民からも広く愛された人物。1作目よりアラトリステと浅からぬ縁で結ばれることになる。5作目ではアラトリステに秘かにグランデの特権を付与している。
オリバーレス伯爵
フェリペ4世の寵臣としてスペイン王国を差配する大貴族。いつでも切り捨て可能な懐刀としてアラトリステを隠密の任務に用いる。
フランシスコ・デ・ケベード
実在の人物であり、スペイン近世文学を代表する人物として知られる。本作では、主人公アラトリステの親友の一人として登場する。1580年マドリード生まれ、1645年没。強烈な風刺で知られ、作中にも彼の詩の引用は頻繁に登場する。
アンヘリカ・アルケサル
本シリーズのヒロインでイニゴの恋人。1611年頃生まれ、1640年頃に死亡。両親を早くに亡くした為、伯父である高級官僚ルイス・アルケサルのもとに身を寄せている少女。スペイン王妃付きの女官として王宮に勤めている。希有な美貌と邪悪な内面を持っているとされ、伯父ルイス・アルケサルに協力してアラトリステを亡き者にするため、イニゴを誘惑する。しかしイニゴを利用しながらもイニゴを深く愛していたとされる。
ルイス・アルケサル
アラゴン出身の高級官僚。1623年にイングランド王太子チャールズ1世が内密にマドリードを訪問した際、アラトリステを買収してこれを暗殺しようと試みるも失敗。アラトリステに恨みを抱き、つけねらう。
グアダルメディーナ伯爵アルバロ・デ・ラ・マルカ
かつてアラトリステにケルケナ諸島（チュニジア）で命を救われたことがあり、アラトリステを影から支援している大貴族。国王フェリペ4世とはナンパ友達である。フルネームはアルバロ・ルイス・ゴンサガ・デ・ラ・マルカ・イ・アルバレス・デ・シドニアÁlvaro Luis Gonzaga de la Marca y Álvarez de Sidonia。

### 外国人たち
アンブロジオ・スピノラ将軍
アラトリステの時代のフランドル駐留スペイン軍司令官で、この時期のヨーロッパを代表する名将の一人。アラトリステを個人的に知っており、戦場で見かけた際には声をかけることもある。
チャールズ1世
皇太子時代にアラトリステに命を助けられた経験がある。
バッキンガム侯爵
侯爵時代にアラトリステに命を助けられた。

### マドリードの庶民たち
グァルテリオ・マラテスタ
シチリア島出身の殺し屋。ルイス・アルケサル配下の暗殺者部隊を指揮し、アラトリステをつけねらう。イニゴに対しては優しい一面も見せる。口笛が得意で、特にシャコンヌのメロディにこだわりを持つ。
マルティン・サルダーニャ
アラトリステの戦友の一人で現在はマドリード市警の警部補。なにかと当局に睨まれる行動をするアラトリステをさり気なく助けていたが、1626年にある事件に巻き込まれてアラトリステと決闘を演じ、瀕死の重傷を負う。しかしアラトリステの配慮によって一命を取り留める。
バルトロ・カガフエゴ
カガフエゴというのはあだ名で名字は不明。1623年にマドリードの刑務所でアラトリステと知り合う。1626年にセビージャの刑務所でアラトリステと再会し、アラトリステの口利きで特赦を受けて密輸船拿捕の極秘任務に参加。その後、マドリードに戻って売春宿の用心棒となる。剣の腕は大したことが無いがアラトリステに心酔しており、ある事件ではアラトリステの危機を救ったこともある。
カリダ・ラ・レブリハーナ
マドリード在住のアラトリステの愛人。アンダルシアのレブリハ出身。元は娼婦であったが、現在は居酒屋「トルコ亭」を経営している。アラトリステの大家でもある。アラトリステが出征している間も操を立てる良い奥さんであるが、アラトリステは現地妻を作ってしまうのである。

## 日本語版
これまでに5巻までが日本語訳されている。この翻訳は「レトラ」を名乗るユニットが作業分担によって実施したとされている。

## 注
1. ↑  『帝国の黄金』26ページによる。なお映画版のコポンスはロクロワの戦いにも参加しているが、原作の設定では彼はロクロワの戦いの年には67歳となっている。
2. ↑  アラトリステ隊長とツイていない仲間たち（「レトラ」のメンバーによるブログ記事）